# Ivar Lundqvist
Lars Ivar "Iffe" Lundqvist, född den 15 augusti 1933 i Nybro, död den 14 januari 2023 i Kalmar, var en svensk hockeyspelare, tränare och ledare. Utöver sin långa spelarkarriär i Kalmars hockeylag under tiden när Kalmar FFs hockeysektion spelade i Sveriges näst högsta serie (som då kallades Div. II), var Lundqvist även känd för sitt arbete och engagemang för att ordna fram en ordentlig ishall i Kalmar. Den kommunala ishallen döptes om från "Kalmar Ishall" till "Iffehallen" i samband med hans sjuttioårsdag i augusti 2003. Hans tröjnummer #2, pensionerades av Kalmar HC i december 2015. Ivar Lundqvist avled i januari 2023, 89 år gammal.

## Biografi och karriär
Lundqvist var född i Nybro där han började spela hockey som knatte i Nybro IF. Familjen flyttade till Kalmar när han var 10 år gammal och Lundqvist fick istället spela hockey i Kalmar FFs hockeysektion. I det laget blev Lundqvist kvar ända till och med säsongen 1968, samma år som hockeysektionen i KFF bröt sig ur moderföreningen och bildade Kalmar HC. Lundqvist anses vara Kalmars största hockeyspelare genom tiderna. Vid sidan av hockeyn arbetade Lundqvist som polis. I Kalmar var han en välkänd och omtyckt person i stadslivet, då han jobbade synligt som fotpatrullerande polis i staden i över 40 år.

## Övrigt
Utöver att ha varit den mest inflytelserika personen för hockeyn i Kalmar och ha givit namn åt Iffehallen, så bär även stiftelsen Iffe Lundqvists stipendiefond sitt namn efter Ivar "Iffe" Lundqvist. Sedan 1994 delar Kalmar HC varje år ut Iffe-stipendiet till en ledare/eldsjäl i föreningen. Lundqvists memoarer från det långa livet som polis och hockeyeldsjäl utgavs 2019.